# Egyptenavvisningarna
Egyptenavvisningarna eller Egyptenaffären kallas den politiska affär som först avslöjades i TV4:s samhällsprogram Kalla fakta den 17 maj 2004. I programmet avslöjades hur Sveriges regering efter begäran från USA hade låtit avvisa två terroristmisstänkta egyptier från Bromma flygplats den 18 december 2001 i vad som tros vara en operation ledd av den amerikanska underrättelsetjänsten CIA.
Kalla faktas dokumentär, med titeln "Det brutna löftet", belönades 2005 med Stora journalistpriset i kategorin "Årets avslöjande".

## Beslutet
Dåvarande statsminister Göran Persson sade att USA hotade EU med handelsblockad om Sveriges regering inte gick med på utvisningen, men det var utrikesminister Anna Lindh som fattade beslutet.

## Avvisningen
De två avvisade egyptierna, Ahmed Agiza och Mohammed Alzery, skickades med ett amerikanskt flygplan med maskerade agenter till egyptiskt fängelse där de utsattes för förhör och tortyr. I Egypten fängslades de avvisade männen. Mohammed Alzery släpptes ur fängelset i oktober 2003 utan att ha blivit åtalad. Ahmed Agiza blev först dömd till 25 år i fängelse, men senare ändrades domen till 15 år.

## Kritik mot Sverige
I maj 2005 behandlades fallet av FN:s kommitté mot tortyr. Kommittén konstaterade att svenska statens avvisning av den klagande stred mot artikel 3 i Europakonventionen samt mot artikel 7 i den Internationella konventionen om medborgerliga och politiska rättigheter. Utverkandet av diplomatiska försäkringar, i vilka det dessutom inte fanns några överenskommelser om efterlevnad av försäkringarna, var inte tillräcklig för att ge skydd mot denna uppenbara risk för tortyr.
Även riksdagens konstitutionsutskott riktade hård kritik mot regeringen för dess hanterande av fallet. Bland annat konstaterades att "Sverige borde inte ha godtagit Egyptens garanti mot tortyr och annan illabehandling" samt "garantin borde därmed inte lett till avvisningarna av två egyptiska medborgare i december 2001".
I sin granskning drog JO slutsatsen att Sveriges dåvarande utrikesminister, Anna Lindh, informerades av Säpo om, och godtog möjligheten att, den amerikanska säkerhetstjänsten CIA:s flygplan kunde användas vid avvisningar.
Eva Franchell menade i sin bok Väninnan: rapport från Rosenbad att Anna Lindh orättvist fått bära hela ansvaret trots att både justitieministern Thomas Bodström och statsministern Göran Persson kände till frågan.[uppföljning saknas]
Gösta Hultén, talesperson för Charta 2008, kallade 2011 avvisningen för "den allvarligaste kränkningen av mänskliga rättigheter som hittills blivit känd i svensk terroristjakt".

## Efter kritiken
I mars 2007 upphävde regeringen avvisningsbeslutet för Mohammad Alzery och i maj upphävdes även avvisningsbeslutet för Ahmed Agiza. 2008 betalade svenska staten ett skadestånd på 3 miljoner var till männen. Efter upphävandet av avvisningsbeslutet ansökte Alzery och Agiza om nytt uppehållstillstånd i Sverige, men fick avslag. Agiza, som hade hustru och barn i Sverige, fick dock uppehållstillstånd år 2012.
I september 2013 gjorde Thomas Bodström, som var justitieminister vid utvisningarna, ett uttalande om att det var ett misstag att utvisningarna verkställdes och att han själv ångrade det. Dessutom sade han att han inte mindes om han redan vid regeringssammanträdet som klubbade igenom utvisningen förstod att tortyr väntade Alzery och Agiza.